# Bradford
Bradford is een district  met de officiële titel van city, in het Engelse graafschap West Yorkshire. De stad telt 366.187 inwoners.

## Geschiedenis
De naam Bradford betekent: een 'brede' (Oudengels: "brad", Engels: "broad") 'voorde' ("ford"). Deze etymologie is gelijk aan die van de Nederlandse plaats Bredevoort. Tot rond 1840 was Bradford een onbelangrijk stadje. Vanaf toen ontwikkelde Bradford zich, samen met de naburige plaatsen Halifax en Huddersfield, tot een centrum van industriële wolverwerking. Uit gekamde en gesponnen wol werd kamgarenweefsel vervaardigd dat wereldwijd werd geëxporteerd. Er werd ook garen geleverd aan de textielindustrie van Lancashire. Vanaf het einde van de 19e eeuw werd ook Australische wol verwerkt (Merino) en Zuid-Amerikaanse (Alpaca en schaapswol). 
In 1858 vond een incident plaats dat bekend staat als de "Bradford humbug poisoning". Een marktkoopman in zelfgemaakt snoep maakte per ongeluk een partij met arsenicum erin, waardoor twintig kopers nog dezelfde dag stierven en een aantal anderen doodziek werden. Daarna werden de Britse warenwet en de wet op de farmacie aangescherpt. Ook werd in 1864 de accijns op suiker afgeschaft.
Net als de buursteden werd Bradford een bolwerk van non-conformisme. Zo kwamen in Bradford in 1893, na een staking in de Manningham Mill, voor het eerst onafhankelijke Labour-kandidaten op, zonder coalitie met de liberalen.
In 1919 werd Bradford zetel van een anglicaans bisdom, waardoor de stad een kathedraal heeft.

## Verkeer
Bradford is bereikbaar via meerdere hoofdwegen:
- de A647 tussen Leeds and Halifax, via Queensbury,
- de A650 tussen Wakefield en Keighley
- de A658 tussen Harrogate  en de A6036 naar Halifax via Shelf.

De M606, een aftakking van de M62-autosnelweg, verbindt Bradford met het nationale autowegennetwerk. Deze was oorspronkelijk gepand tot in het centrum, maar werd uiteindelijk beperkt tot de ringweg.
Het Bradford Canal was een 6.4 km lange aftakking van het Leeds and Liverpool Canal in Shipley. Het werd gebouwd om Bradford te verbinden met de steengroeven van Noord Yorkshire en de havens van Liverpool en Goole. het werd geopend in 1774, gesloten in 1866, heropend in 1871, en definitief gesloten in 1922. Er zijn plannen om het opnieuw aan te leggen in het kader van een plan tot opwaardering van het stadscentrum.
De Leeds and Bradford Railway opende het Station Forster Square op 1 juli 1846 met een verbinding naar Shipley en Leeds. Het station werd herbouwd in 1850 en opnieuw in 1890 en in 1990.
De Lancashire and Yorkshire Railway opent het Station Drake Street op 9 mei 1850 met een verbinding tussen Manchester en Leeds. 
De Great Northern Railway opende een derde kopstation bij Adolphus Street in 1854, maar dit bleek te ver van het centrum, waarna de twee vennootschappen samen een station openden in 1867 genaamd Bradford Exchange. In 1973 werd Exchange station herbouwd op een andere plaats en hernoemd tot Bradford Interchange met een busstation erbij.
Bradford deelt een luchthaven met het iets verderop gelegen Leeds.

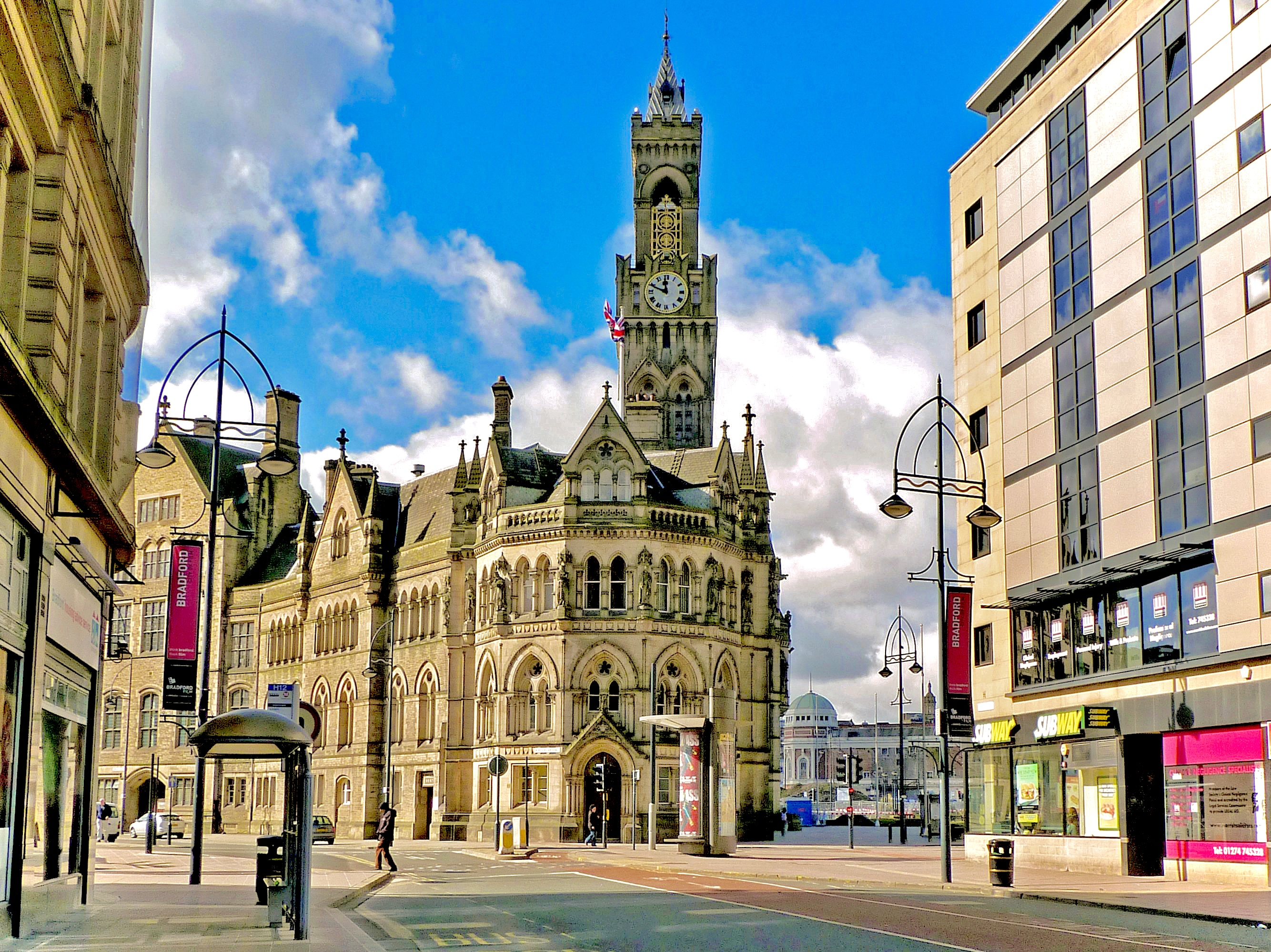
Stadhuis van Bradford
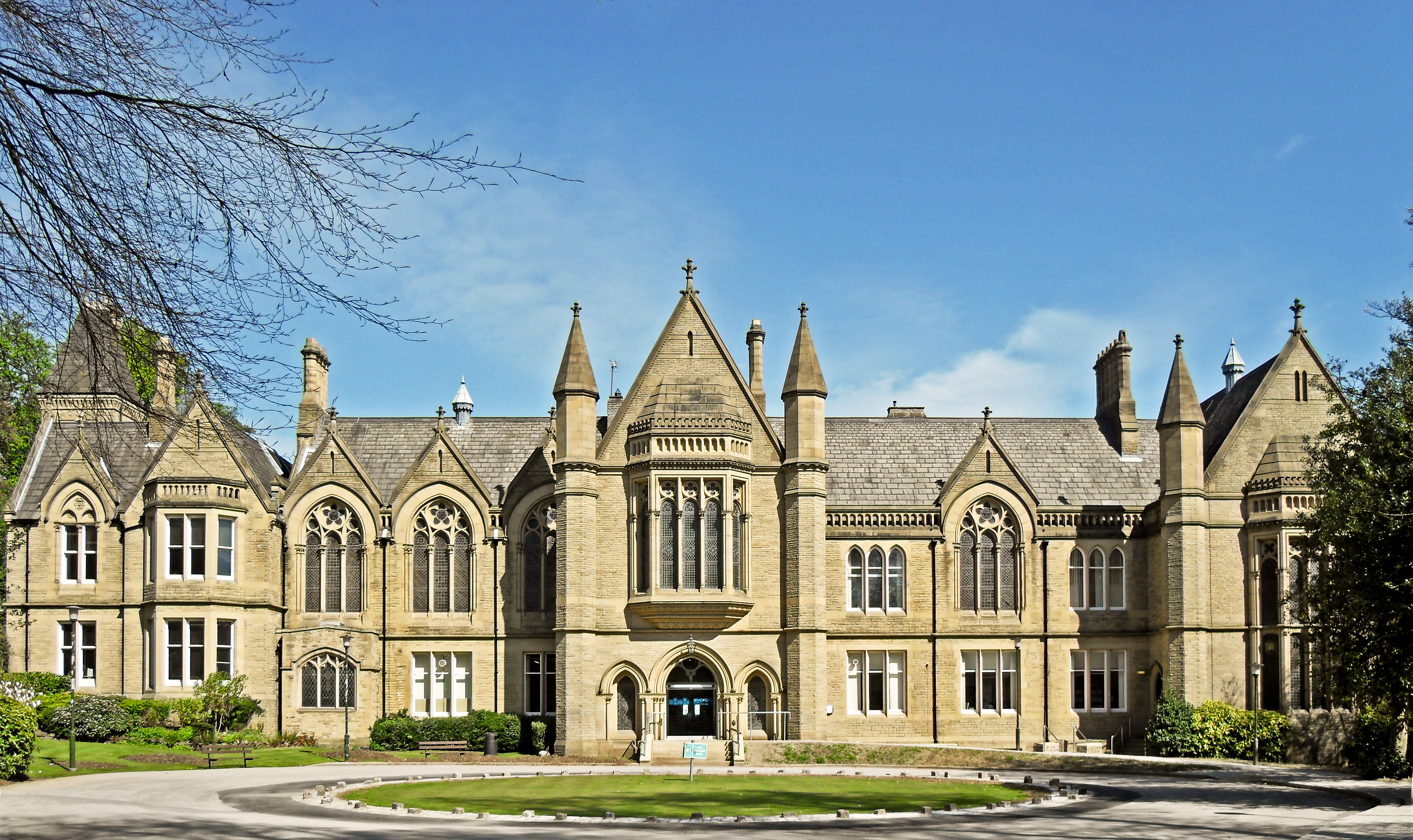
Universiteit van Bradford

## Sport
Bradford City AFC is de betaaldvoetbalclub van de stad en speelt haar wedstrijden in het stadion Valley Parade. Op 11 mei 1985 vloog een tribune van het stadion in brand. Bij de Bradford City-stadionramp kwamen 56 toeschouwers om het leven.

## Musea
- National Science and Media Museum
- Bradford Industrial Museum

## Geboren in Bradford
- William Rothenstein (1872-1945), kunstschilder, tekenaar en graficus
- Edward Victor Appleton (1892-1965), natuurkundige en Nobelprijswinnaar (1947)
- Maurice Wilson (1898-1934), bergbeklimmer
- Albert Pierrepoint (1905-1992), beul
- John Braine (1922-1986), schrijver
- Sara Woods (pseudoniem van Lana Hutton Bowen-Judd) (1922-1985), schrijfster
- Timothy West (1934-2024), acteur
- David Hockney (1937), popartkunstenaar
- Allan Holdsworth (1946-2017), gitarist
- Kiki Dee (1947), zangeres
- Peter Firth (1953), acteur
- Brendan Croker (1953-2023), musicus
- Melanie Kilburn (1956), actrice
- Adrian Edmondson (1957), acteur en komiek
- Adrian Moorhouse (1964), zwemmer en olympisch kampioen
- Martin Atkinson (1971), voetbalscheidsrechter
- Scott Waites (1977), darter
- Harpal Singh (1981), voetballer
- Kimberley Walsh (1981), zangeres bij Girls Aloud
- Dynamo (1982), goochelaar (Steven Frayne)
- Joe Cullen (1983), darter
- Gareth Gates (1984), zanger
- Sophie McShera (1985), actrice
- Fabian Delph (1989), voetballer
- James Tavernier (1991), voetballer
- Zayn Malik (1993), voormalig zanger in de boyband One Direction
- Jamie Nicholls (1993), snowboarder